# دفين (مدينة قديمة)
دبيل أو دفين (في الأرمنية القديمة [الإنجليزية]: Դուին أو Դվին)، (وفي اليونانية: Δούβιος أو Doύbios أو Τίβιον أو Tίbion)؛ كانت مدينة تجارية كبيرة وعاصمة تاريخية لأرمينيا في أرمينيا القديمة. كانت تقع شمال العاصمة الأرمنية القديمة أرتاشاتا [الإنجليزية]، على ضفاف نهر ميتسامور، على بعد 35 كم جنوب يريفان الحديثة. يُقال إنها كانت واحدة من أكبر المدن شرق القسطنطينية قبل تدميرها على يد المغول في القرن الثالث عشر، ولكن بمساحة إجمالية تقارب 1 كم²، كانت أصغر بكثير من العديد من المدن العظيمة في آسيا.
موقع المدينة القديمة اليوم لا يتعدى كونه تلًا كبيرًا يقع بين قريتي هنابيرد وفرين دبيل في أرمينيا. كشفت الحفريات في دبيل، التي بدأت منذ عام 1937، عن وفرة من المواد التي ألقت الضوء على الثقافة الأرمنية من القرن الخامس إلى القرن الثالث عشر.

## الاسم
يذكر المؤرخون الأرمن الأوائل اسم المدينة بشكل شبه دائم كـDuin (Դուին)، بينما استخدم المؤرخون اللاحقون مثل صموئيل الأنِتسي [الإنجليزية] التهجئة Dvin (Դվին)، وهو الشكل المستخدم غالبًا في الأدب الأكاديمي. يذكر المؤرخ الأرمني في العصور الوسطى موفسيس خوريناتسي [الإنجليزية] أن اسم دبيل مشتق من كلمة اللغة الفارسية البهلوية (*duwīn) تعني "تل". في التاريخ الأرمني المنسوب إلى فاوستوس البيزنطي [الإنجليزية] من القرن الخامس، يُشار إلى الموقع باسم "التل [blur] في سهل ميتسامور المسمى دوين" دون الإشارة إلى معنى الاسم. ووفقًا لإريش كيتنهوفن، فإن تفسير خوريناتسي لاسم المدينة كان نتيجة سوء فهم لهذا المقطع في تاريخ فاوستوس. لاحقًا، عزز فلاديمير مينورسكي هذا التفسير بالإشارة إلى استخدام كلمة dovīn بمعنى "تل" في أسماء الأماكن الفارسية.
إن اسم المدينة في العربية، جاء مباشرةً من الترجمات الفارسية.

## التاريخ

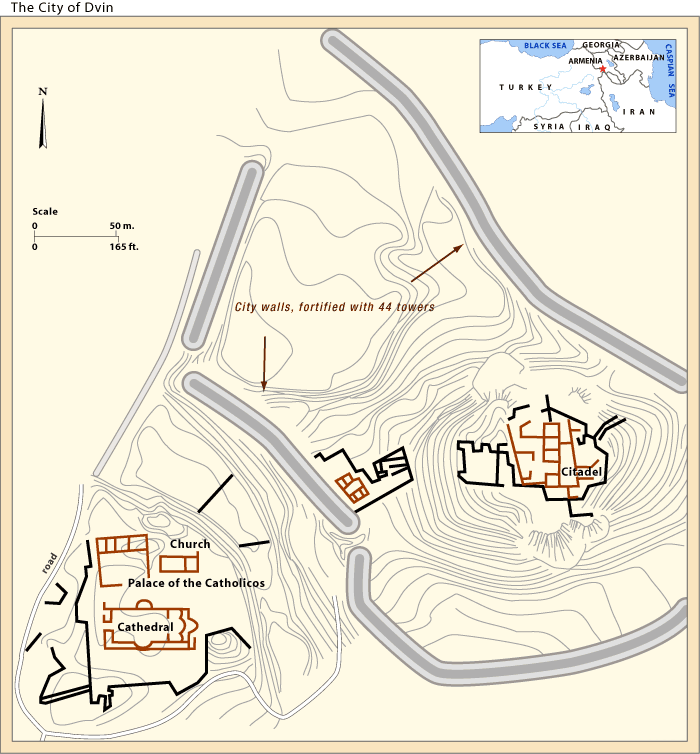
خريطة دبيل

بُنيَت مدينة دبيل القديمة على يد الملك خسرو الثالث الصغير [الإنجليزية] عام 335م في موقع مستوطنة وحصن قديمين يعود تاريخهما إلى الألفية الثالثة قبل الميلاد. ومنذ ذلك الحين، أصبحت المدينة المقر الرئيس لملوك أرمينيا من السلالة الأرساشيدية. بلغ عدد سكان دبيل حوالي 100,000 نسمة، عملوا في مختلف المجالات، بما في ذلك الفنون والحرف والتجارة وصيد الأسماك، وغيرها.
بعد سقوط مملكة أرمينيا عام 428م، أصبحت دبيل مقرًا للحكام الساسانيين المُعينين تحت لقب "مرزبان"، وكذلك حكام "كوروبالات" البيزنطيين، ولاحقًا "أوستيكان" تحت حكم الأمويين والعباسيين. ازدهرت دبيل خلال الحكم الأرساشيدي وأصبحت واحدة من أكثر المدن كثافة سكانية وثراءً شرق القسطنطينية. استمر ازدهارها حتى بعد تقسيم أرمينيا بين الرومان والساسانيين، حيث أصبحت العاصمة الإقليمية لـ أرمينيا الفارسية، ثم فتحها المسلمون خلال الفتوحات الإسلامية المبكرة. احتوى قصر دبيل على معبد للنار الزرادشتي.
وفقًا لـ سيبيوس والبطريرك يوحنا الخامس المؤرخ [الإنجليزية]، سيطر العرب على دبيل عام 640م خلال عهد قسطنطين الثاني والبطريرك عزرا. خلال الفتح الإسلامي لأرمينية، استطاع العرب الوصول للمدينة في أول غاراتهم عام 640م. وفي 6 يناير 642 م، فتحها العرب. أصبحت دبيل مركز الإمارة الأرمنية، وأطلق عليها العرب اسم دبيل.
على الرغم من أن أرمينيا كانت ساحة معركة بين العرب والبيزنطيين على مدى القرنين التاليين، إلا أن المدينة استمرت في الازدهار خلال القرن التاسع. ومع ذلك، أدت الزلازل المتكررة والحروب المستمرة إلى تدهور حالتها منذ بداية القرن العاشر. خلال زلزال دبيل 893 م [الإنجليزية]، دُمرت المدينة بالكامل، ومات معظم سكانها البالغ عددهم 70,000 نسمة.

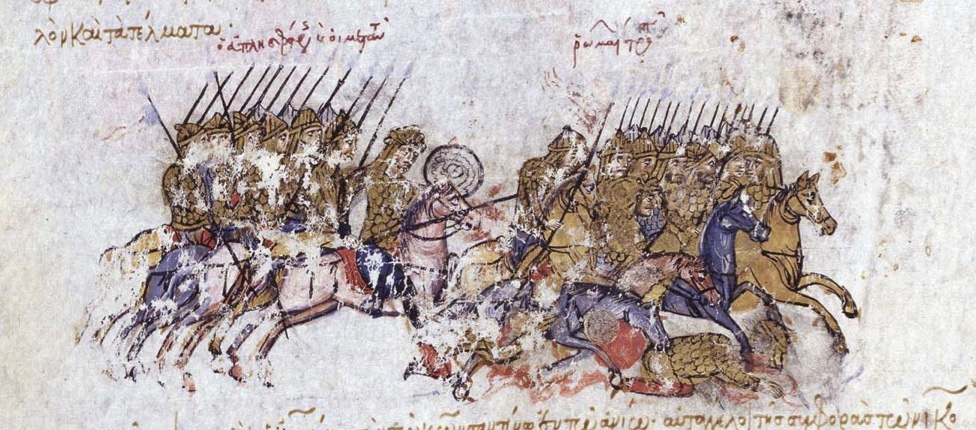
هزيمة البيزنطيين في دبيل وانتصار المسلمين، منمنمة من مخطوطة سكلتيز المدريدية

في عام 1021م، تعرضت دبيل لغارة بويهية، ثم استولى عليها الشداديدون من كنجة تحت حكم أبو الأسوار شاوور بن فضل، الذي نجح في الدفاع عنها ضد ثلاث هجمات بيزنطية في أواخر الأربعينيات من القرن الحادي عشر. في عام 1045م، تعرضت المدينة لهجوم من البيزنطيين فيما عُرف بـ معركة دبيل، حيث قاد الجيش البيزنطي ميخائيل إيازيتس وقسطنطين التاسع، متحالفين مع قوات قوقازية بقيادة فهرام بَهلَفون وليبارت أوربليان. قام الحاكم الشدادي أبو الأسوار شاوور بن فضل بإغراق الحقول المحيطة، مما حد من حركة الجيش المهاجم وسهل استهدافهم بالسهام، مما أدى إلى هزيمتهم بالكامل ومقتل فهرام.
في عام 1064م، سيطر السلاجقة المدينة، بينما استمر الشداديدون في حكمها أتباعًا للسلاجقة حتى غزاها ملك مملكة جورجيا جورج الثالث عام 1173م. ثم غزاها مرة أخرى الجورجيون خلال عهد الملكة تامار بين 1201–1203م. في عام 1225م، استرجعها جلال الدين منكبرتي، وظلت تحت حكم الدولة الخوارزمية حتى معركة ياسي جمن عام 1230م، حيث احتلها الجورجيون مجددًّا. ولكن في عام 1236م، دمر المغول المدينة بالكامل، وقضوا نهائيًّا على الخوارزميين مما أضعف النفوذ الإسلامي في أرمينيا.
كانت دبيل مسقط رأس الأفضل نجم الدين أيوب وأسد الدين شيركوه بن شاذي، وهما قائدان عسكريان كرديان خدما زنكيي السلاجقة؛ وكان الأفضل نجم الدين أيوب والد صلاح الدين الأيوبي، مؤسس الدولة الأيوبية، وأسد الدين شيركوه بن شاذي عمه ومدربه. وُلد صلاح الدين في تكريت العراقية، لكن أصول عائلته تعود إلى مدينة دبيل القديمة، وقد غادره لعدة أسباب قيل إن أهمها هو طرد الجورجيون للمسلمين.

## كاتدرائية القديس غريغور

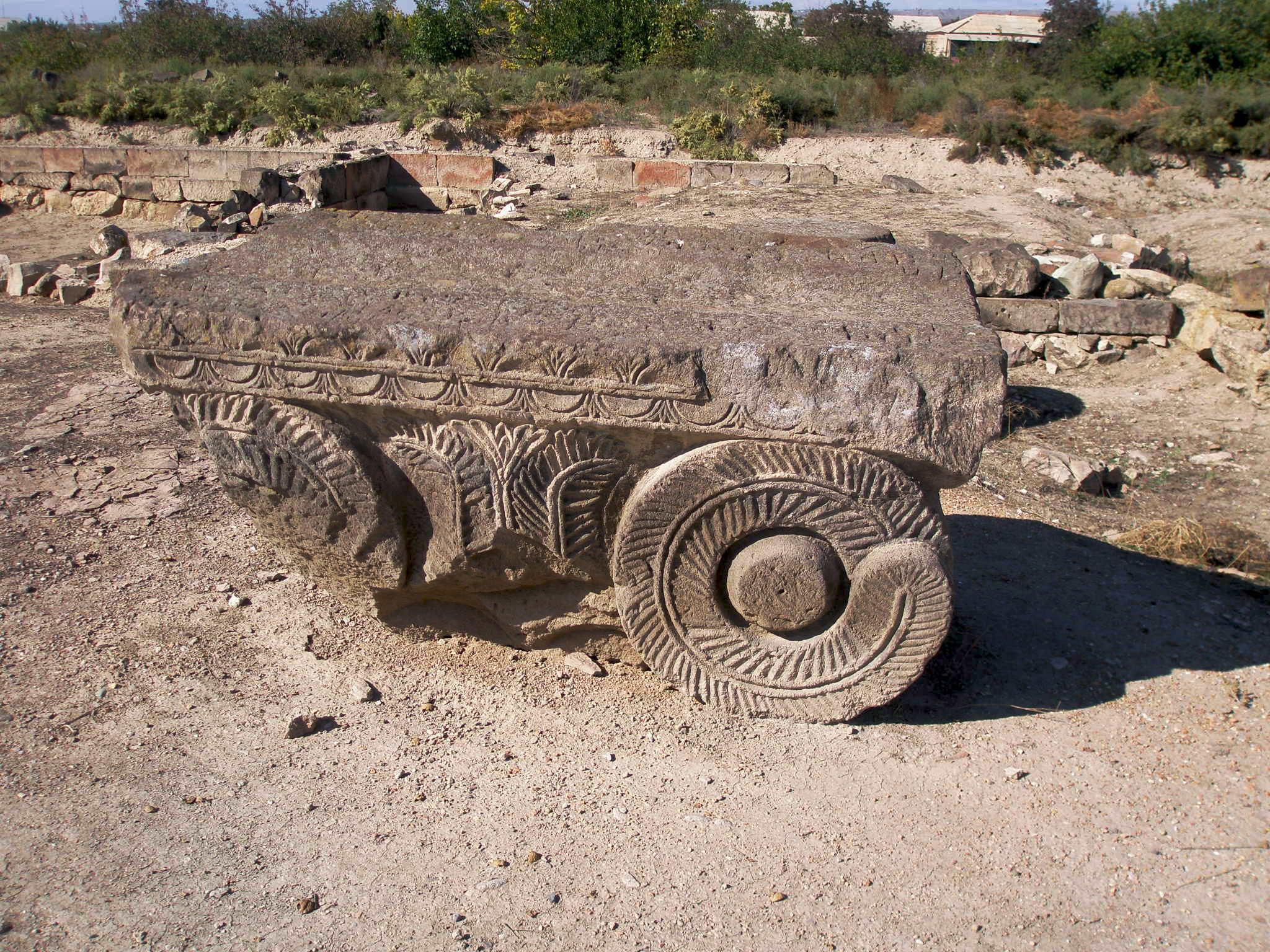
تيجان أعمدة كاتدرائية القديس غريغور في دفين

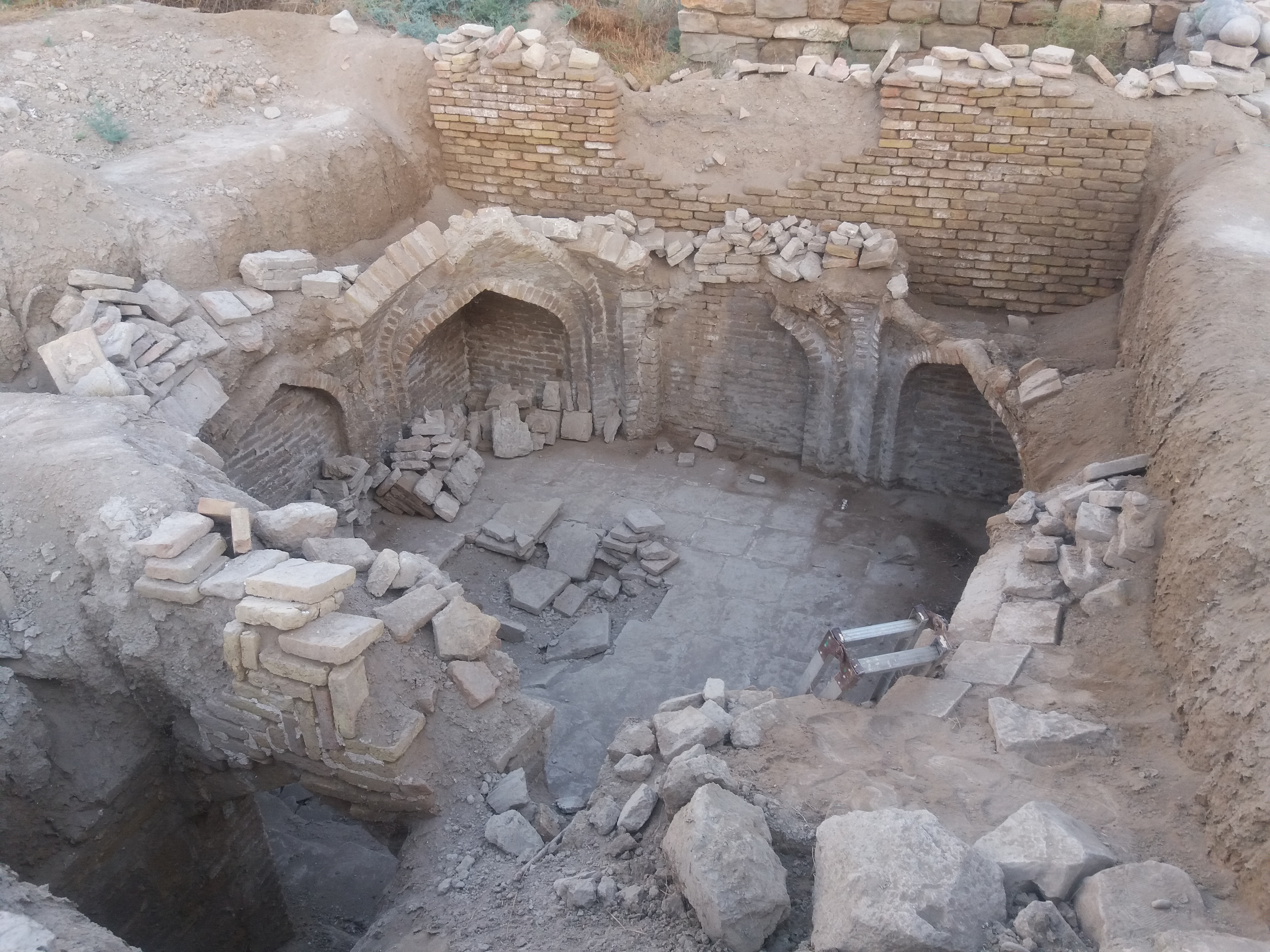

كانت كاتدرائية القديس غريغور تقع في الساحة المركزية للمدينة القديمة. وقد بُنيت في الأصل في القرن الثالث كمعبد وثني مكون من ثلاث حنايا (صالات)، مع سبعة أزواج من الدعائم الهيكلية الداخلية. وفي القرن الرابع، أُعيد بناؤه ككنيسة مسيحية ذات حنية خماسية الأضلاع بارزة بحدة من الجهة الشرقية. وفي منتصف القرن الخامس، أضيفت إليه رواق مقوس خارجي. عند إنشائها، كانت الكاتدرائية الأكبر في أرمينيا، حيث بلغ قياسها 30.41 مترًا × 58.17 مترًا.

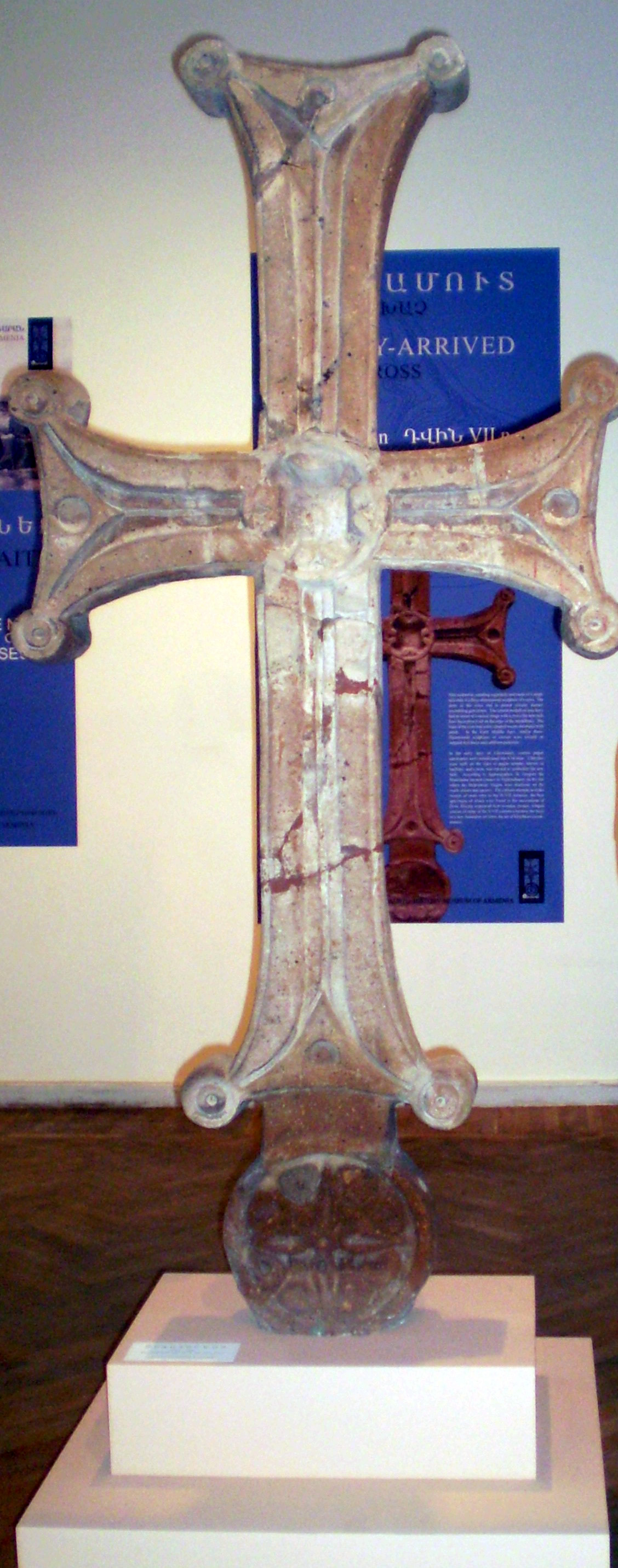
صليب أرمني طوله متران، اُكتُشٍف في موقع دفين

تميزت الكاتدرائية بزخارف فنية غنية من الداخل والخارج. فقد زُينت تيجان الأعمدة بنقوش بارزة على شكل أوراق السرخس، بينما نُقشت الكورنيشات بتصميم ثلاثي الجدائل المتشابكة. كان أرضية المبنى الداخلية مكونة من ألواح فسيفسائية متعددة الألوان ذات أنماط هندسية، أما أرضية الحنية، فقد زُخرفت في القرن السابع بفسيفساء من بلاطات حجرية أصغر تمثل السيدة العذراء، وهي أقدم صورة فسيفسائية لها في أرمينيا. وبحلول منتصف القرن السابع، أُعيد بناء الكاتدرائية على هيئة كنيسة ذات قبة صليبية الشكل، مع حنيات بارزة على واجهاتها الجانبية. أما اليوم، فلم يتبقَ من الكاتدرائية سوى الأساسات الحجرية التي كُشف عنها خلال الحفريات الأثرية في القرن العشرين.

## معرض صور

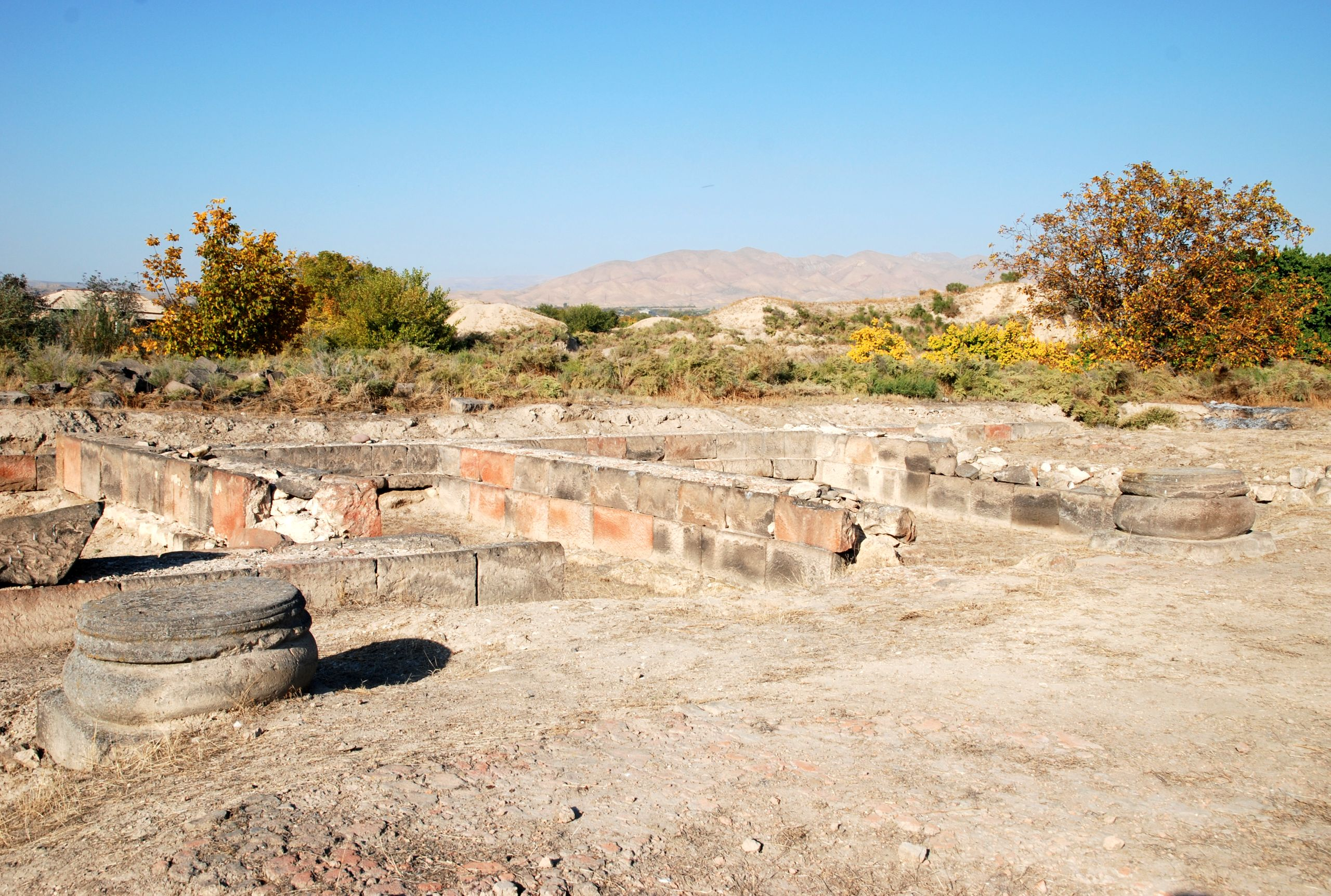
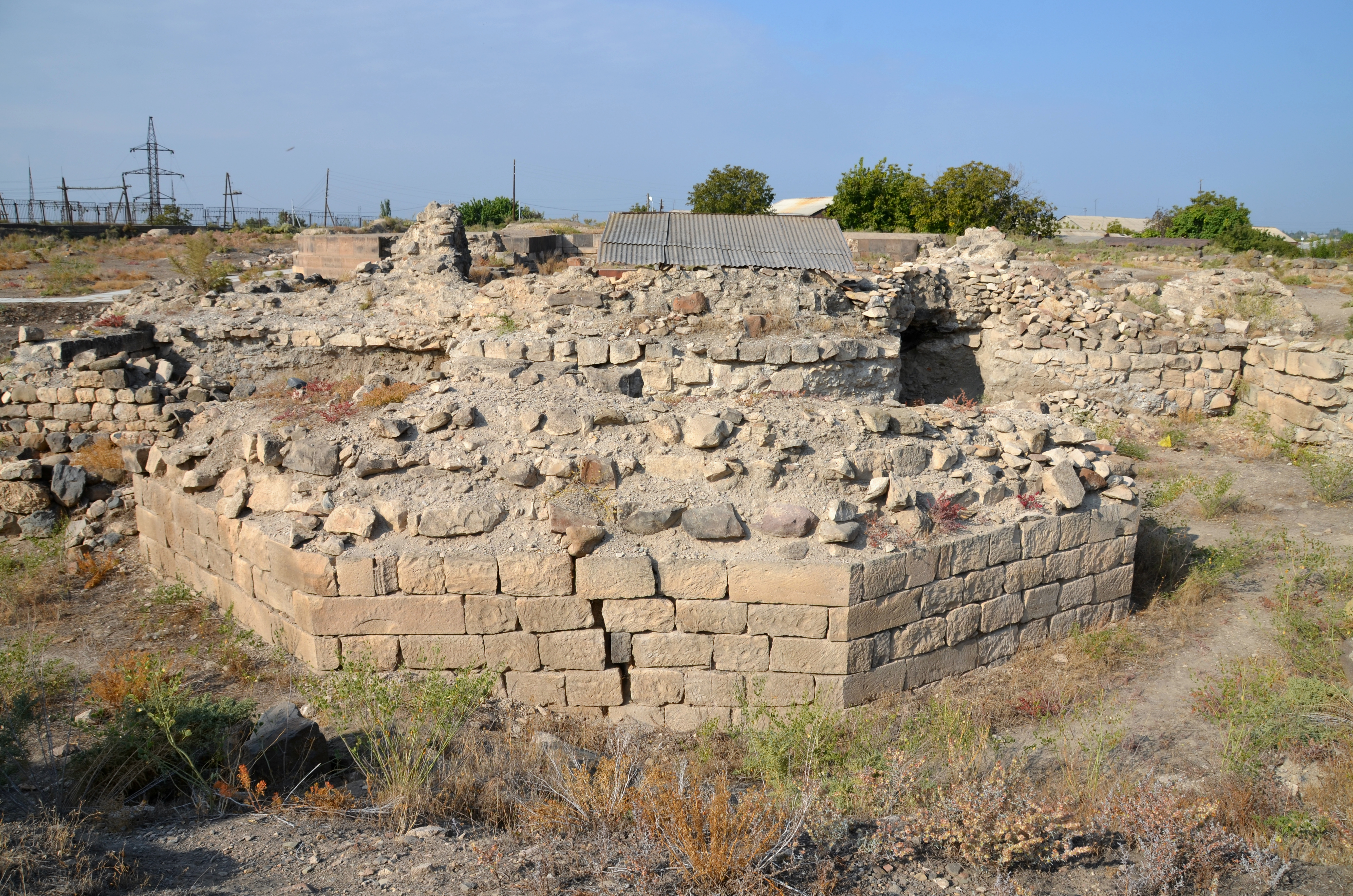
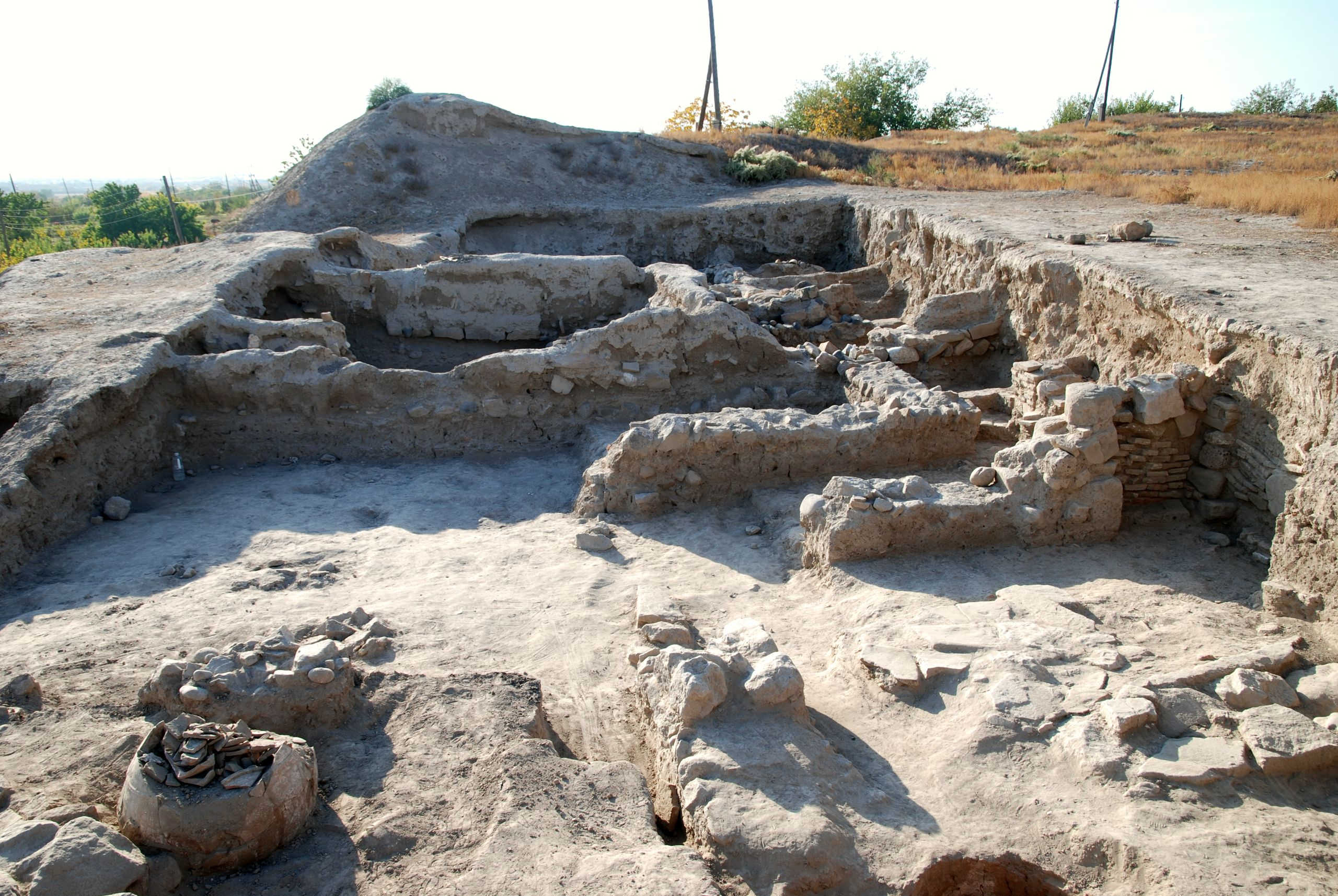
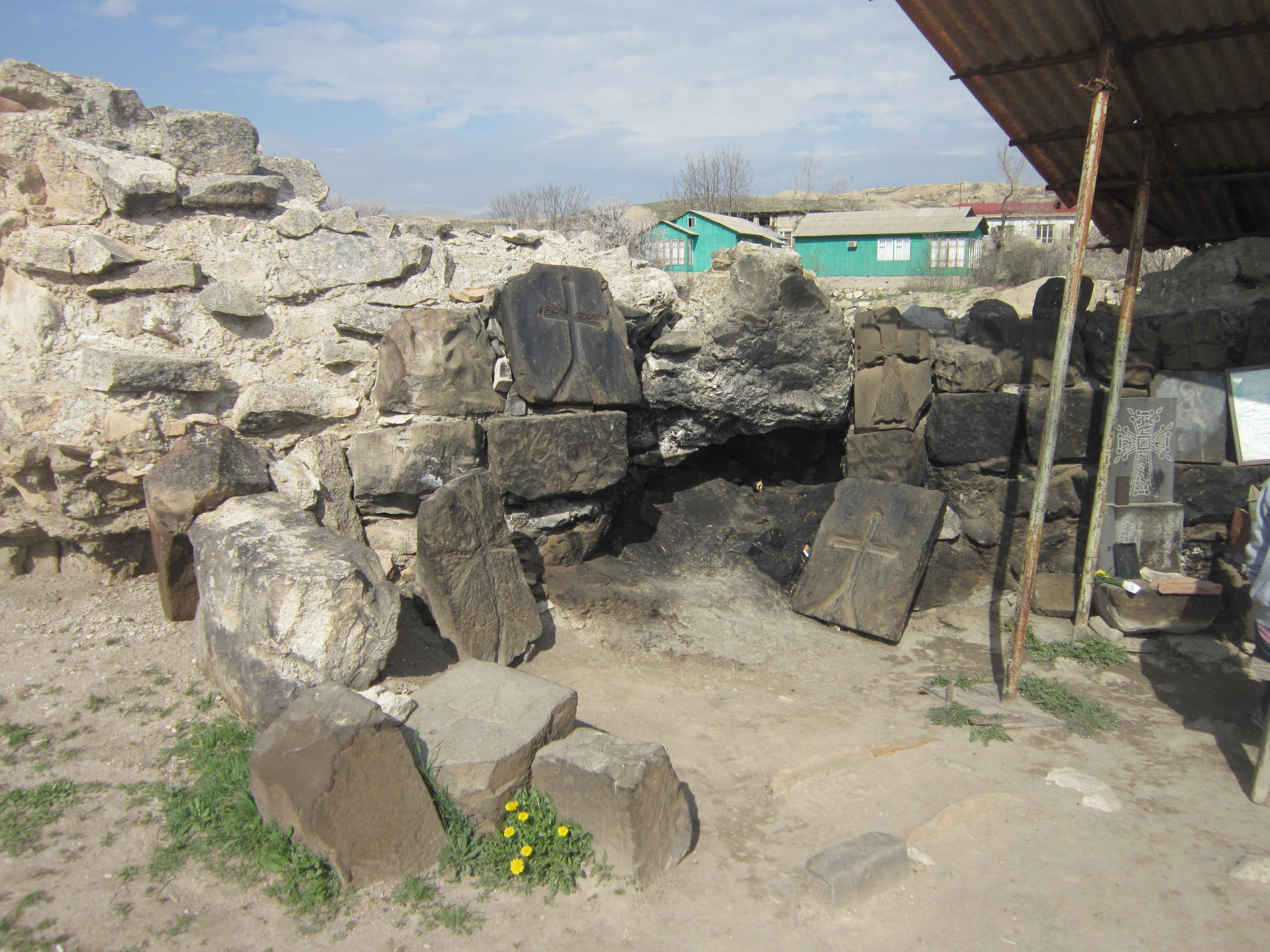
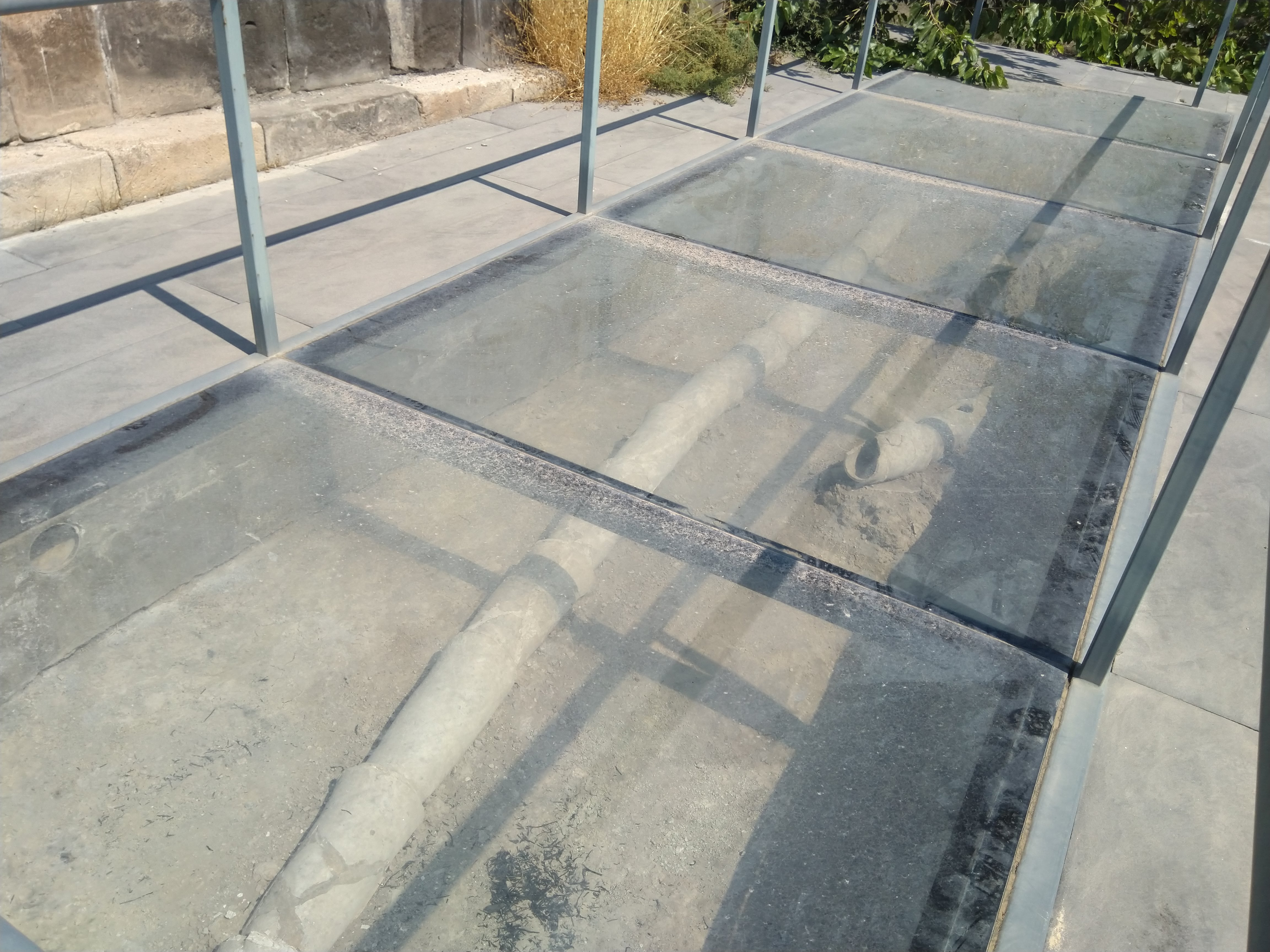
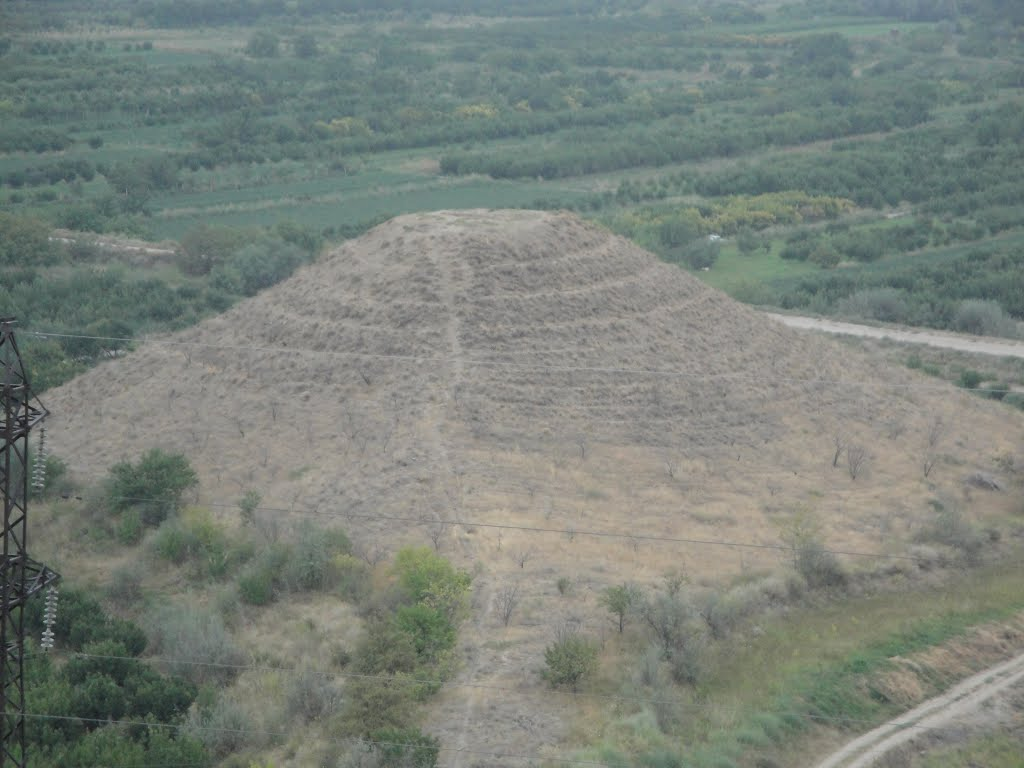
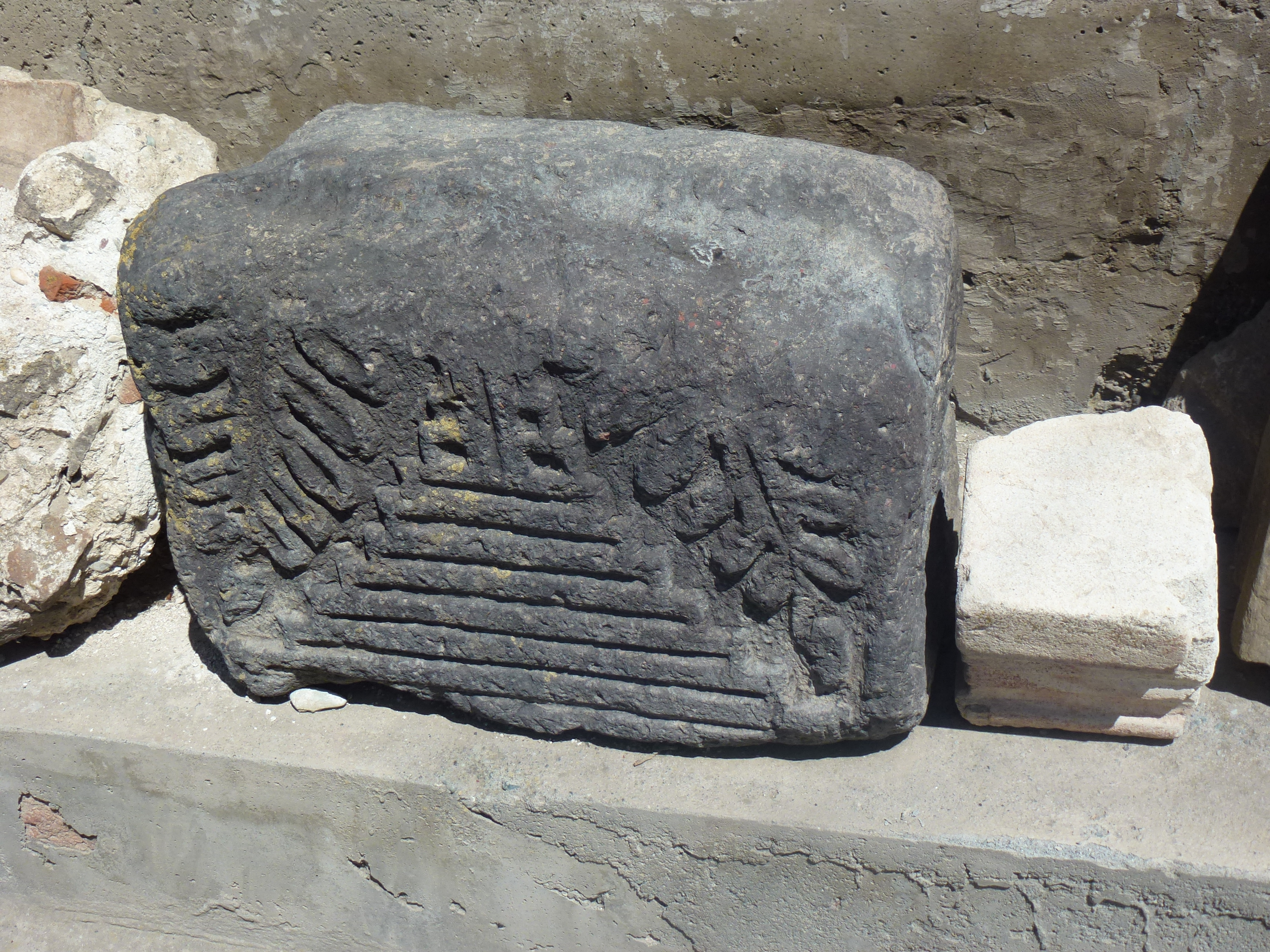
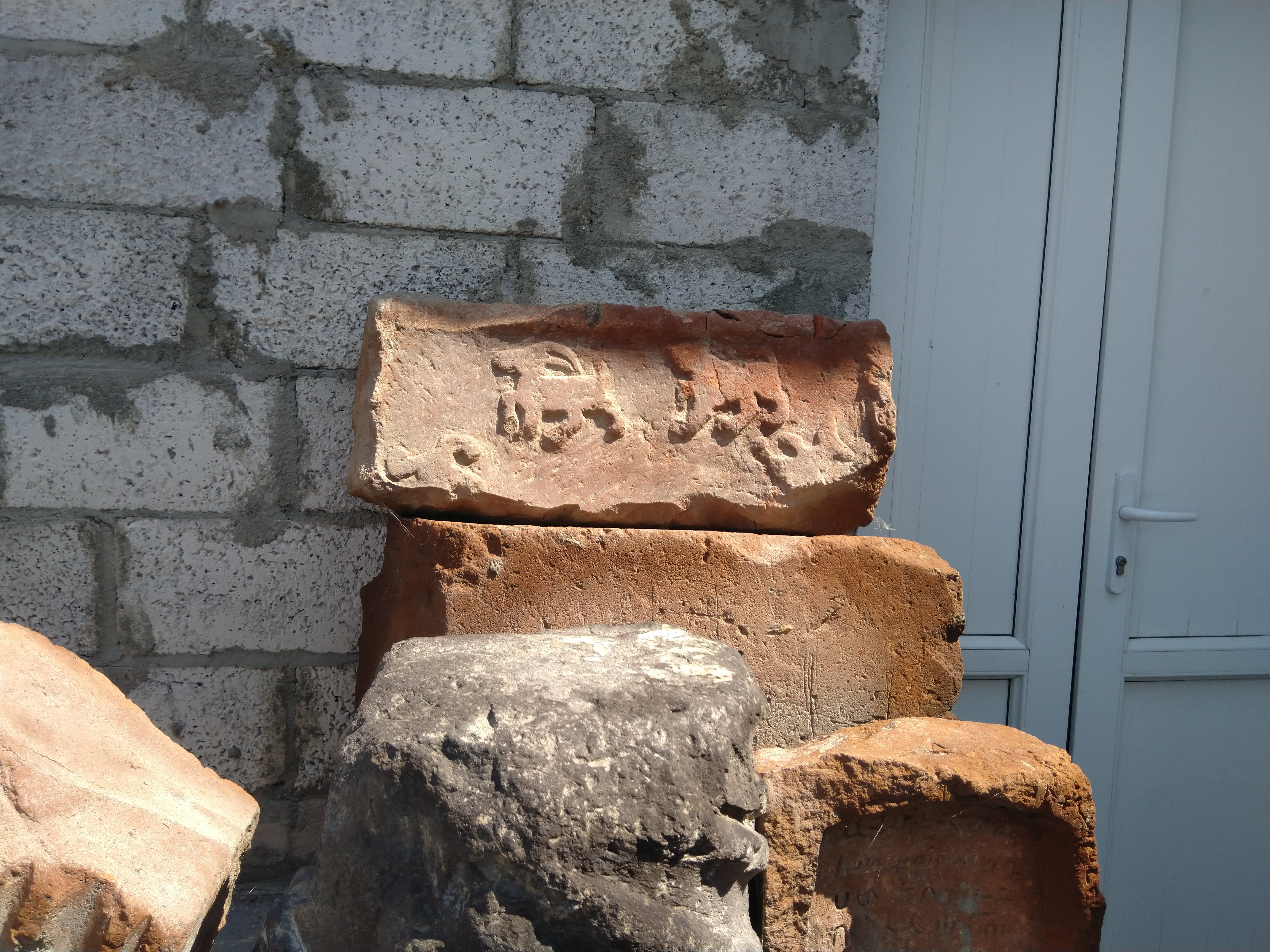
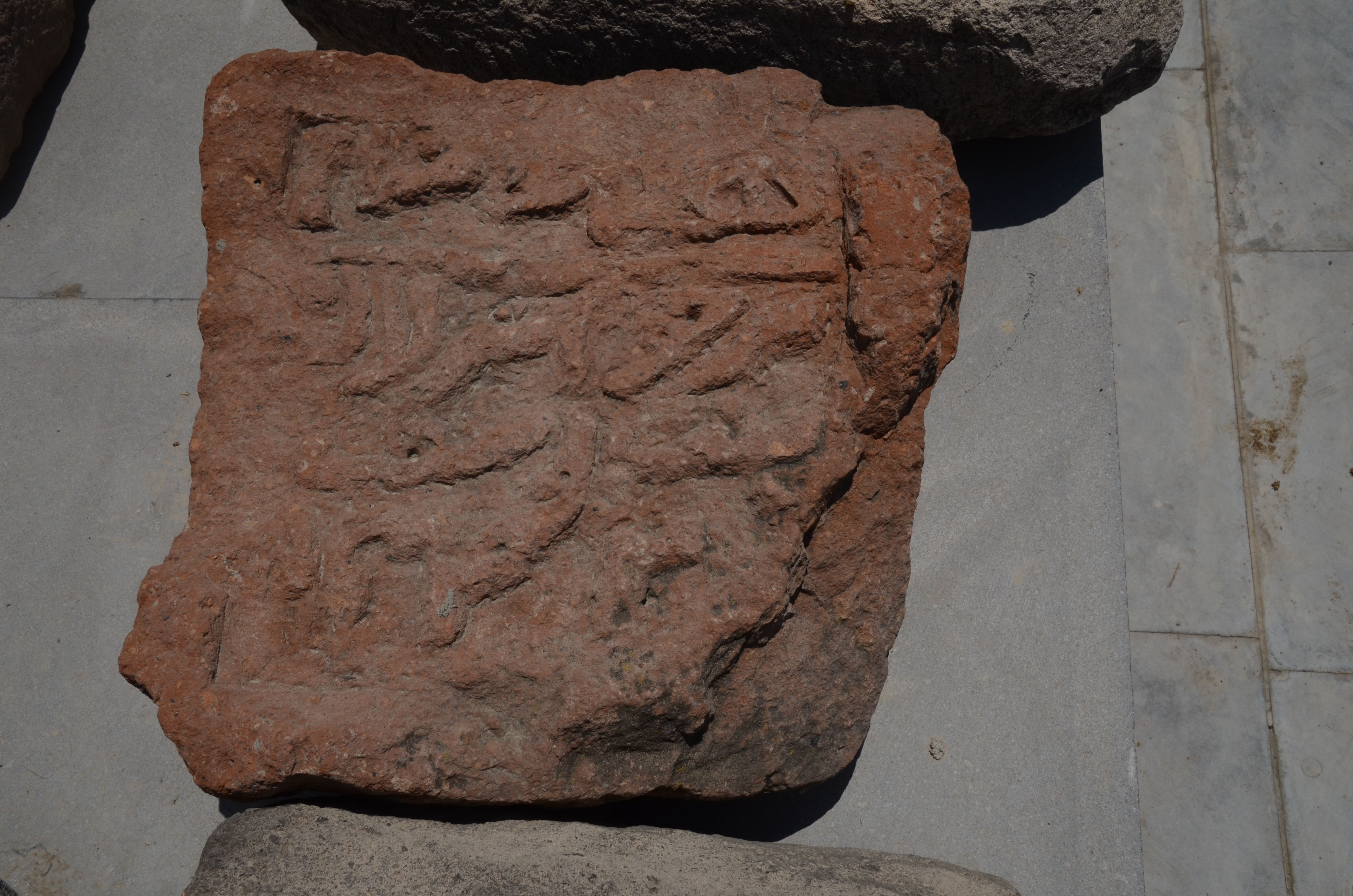
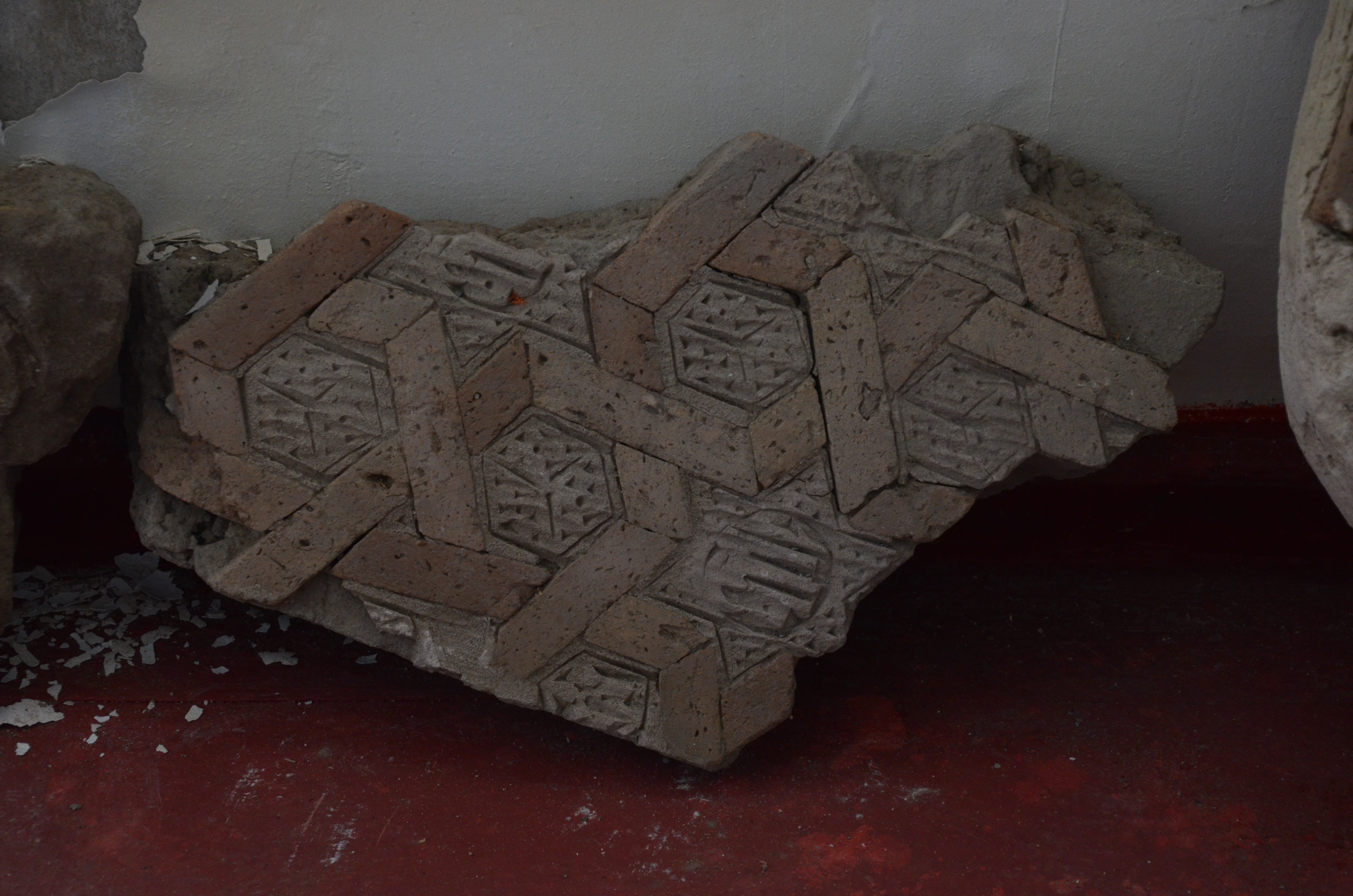
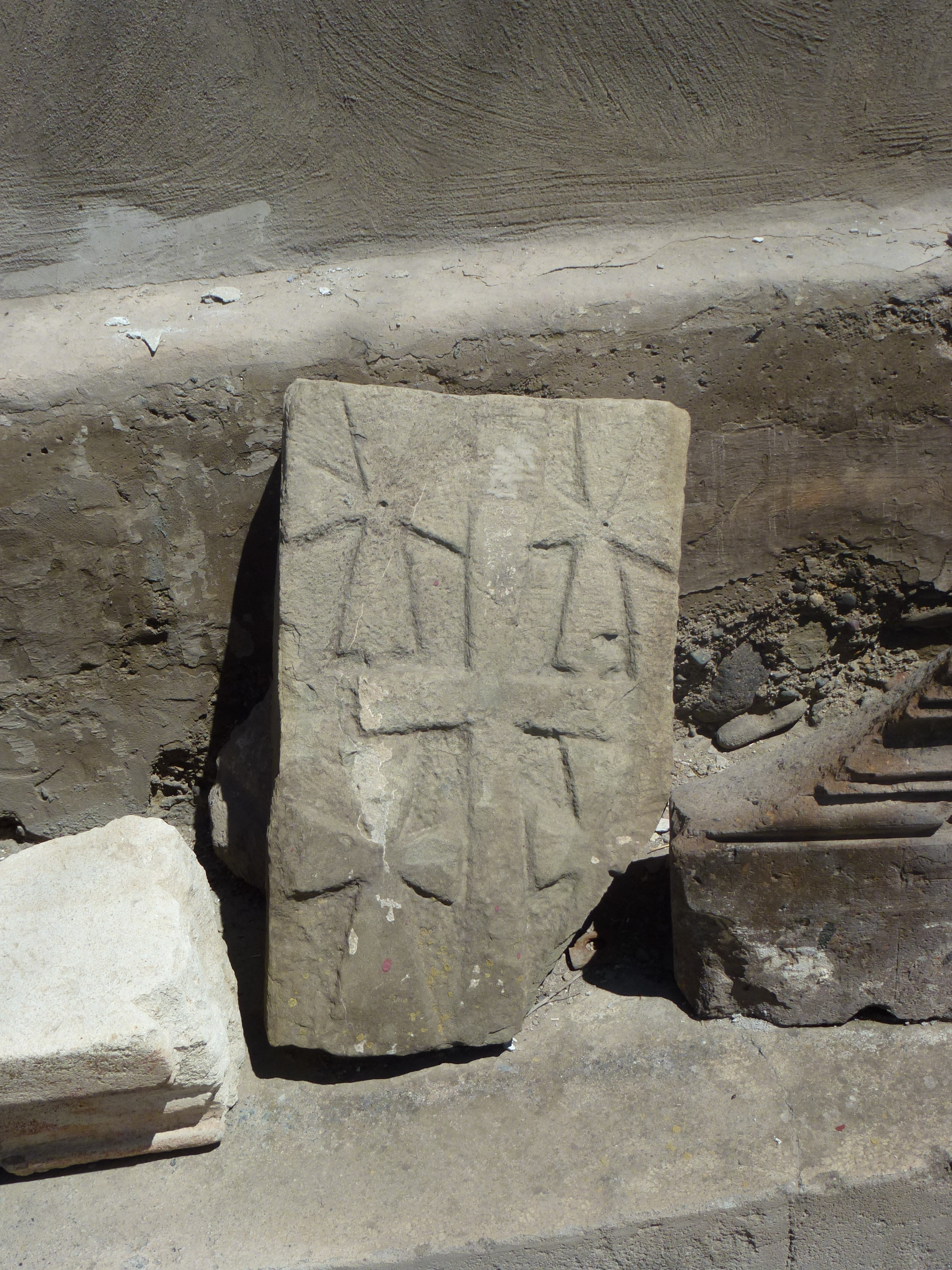
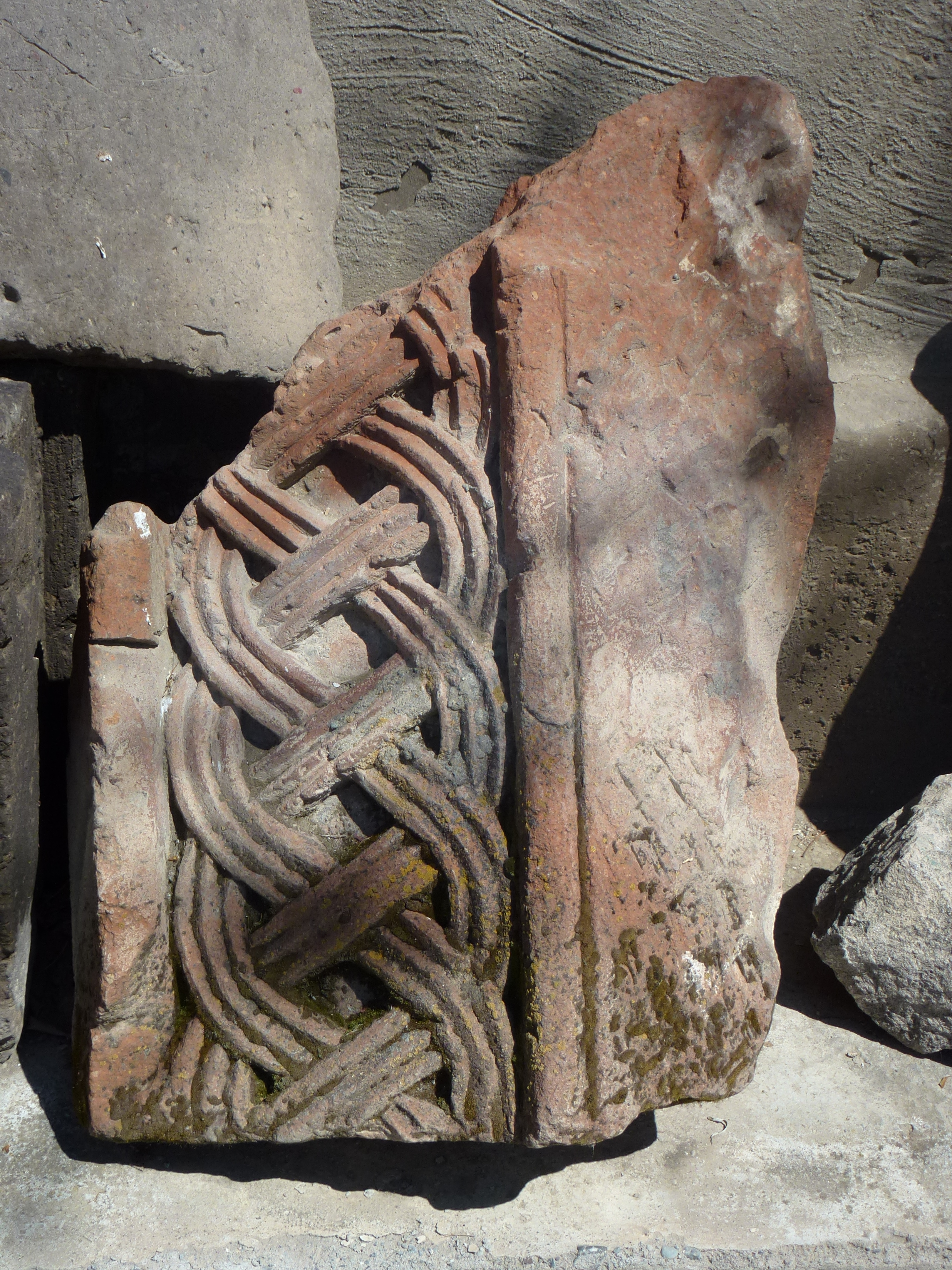
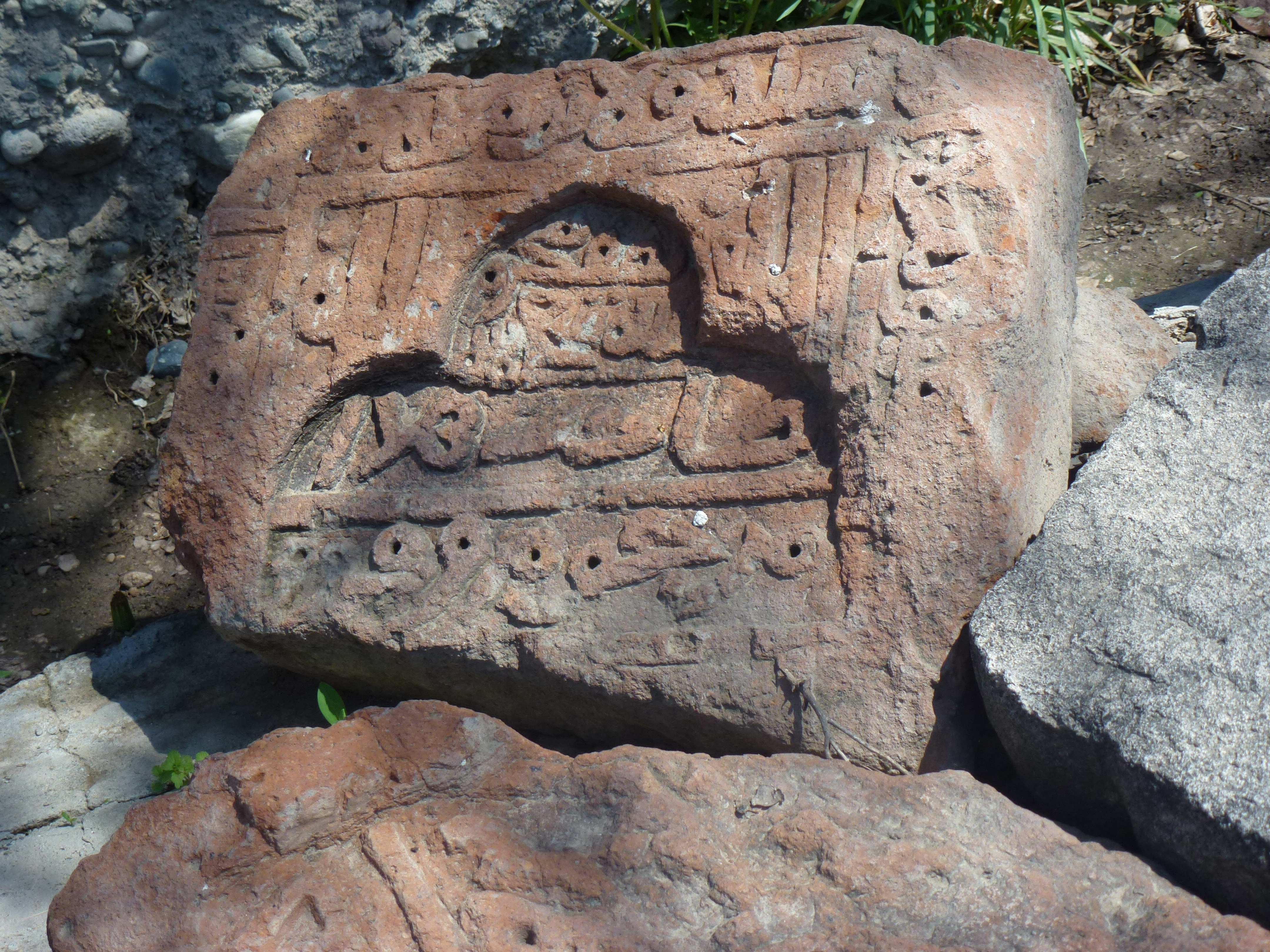
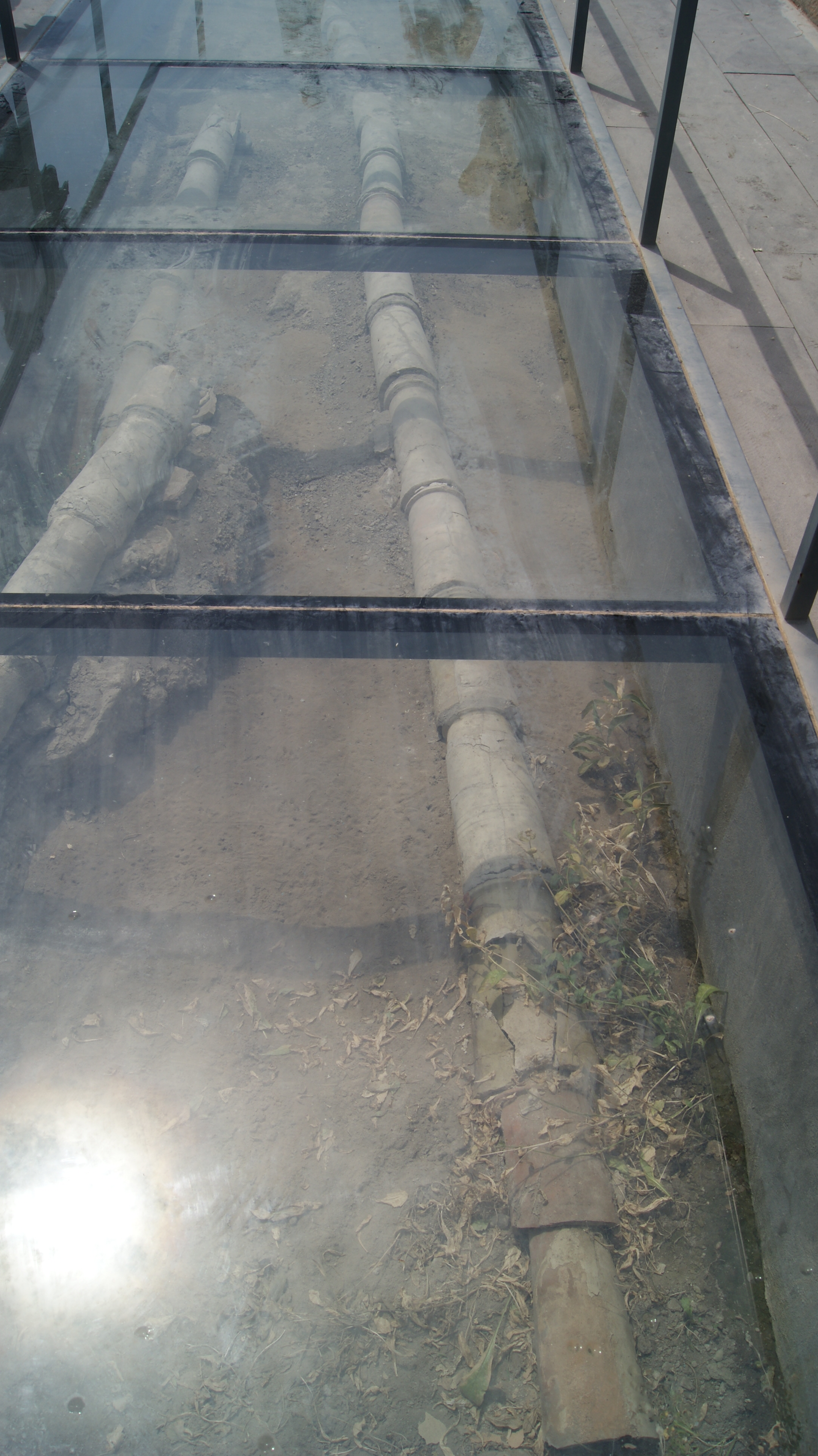

## طالع أيضًا
- الملك زكريا الأول الأرمني [الإنجليزية]